# سرجس خريفي
سرجاس خريفي (الاسم العلمي: Sargassum autumnale) هو نوع من الطلائعيات يتبع جنس السرجاس من فصيلة السرجاسية.